# Cihan Çelik
Cihan Çelik (* 4. September 1986 in Seeheim-Jugenheim) ist ein deutscher Mediziner und Facharzt für Innere Medizin und Pneumologie. Während der COVID-19-Pandemie erlangte er als Experte für medizinische Fragen bundesweite Bekanntheit.

## Leben
Çelik absolvierte sein Medizinstudium von 2007 bis 2014 an der Ruprecht-Karls-Universität in Heidelberg. Nach seiner Promotion arbeitete er in verschiedenen medizinischen Bereichen mit dem Schwerpunkt Lungenheilkunde, bevor er 2018 am Klinikum Darmstadt tätig wurde. Dort wurde er 2022 zum Sektionsleiter der Pneumologie ernannt.
Für seine Verdienste um Information und Aufklärung in der Pandemie, das Gemeinwohl und die Förderung der Akzeptanz von Wissenschaft in der Bevölkerung wurde ihm am 6. Juli 2022 von Oberbürgermeister Jochen Partsch die Silberne Verdienstplakette der Wissenschaftsstadt Darmstadt verliehen. Für seine Leistungen wurde er zusätzlich mit dem Avicenna-Preis 2022 ausgezeichnet, der vom Avicenna-Studienwerk vergeben wird.
Çelik wurde während der Pandemie als wichtiger Multiplikator und gefragter Gesprächspartner für Medien bekannt und berichtete aus der Perspektive eines Klinikarztes. Er engagierte sich insbesondere in der Impfaufklärung und trat auch in Videokampagnen der Bundesregierung auf. Ab 2020 erschienen in der Frankfurter Allgemeinen Sonntagszeitung regelmäßig Interviews mit Çelik, die zunächst als Berichterstattung über die Covid-Pandemie begann und später unter dem Namen „Wie ist die Lage, Herr Doktor?“ fortgeführt wurden. Zudem hatte er zahlreiche Auftritte in Printmedien, Nachrichten, Dokumentationen und TV-Talkshows während und nach der Pandemie. Eine Spiegel-TV Doku mit dem Titel "Querdenker auf Station", an der er beteiligt war, ging viral.
Darüber hinaus engagierte sich Çelik auch außerhalb Deutschlands. Nach dem Erdbeben in der Türkei und Syrien 2023 flog er in die Türkei und half mehrmals als Notarzt in einem Feldkrankenhaus. Er berichtete aus dem Katastrophengebiet in verschiedenen Medien.

## Auszeichnungen
- 2022: Silberne Verdienstplakette der Stadt Darmstadt
- 2022: Avicenna-Preis
- 2024: Bundesverdienstkreuz am Bande[7]